# Schifffahrtsgesellschaft für den Zugersee AG

Schifffahrtsgesellschaft für den Zugersee AG (SGZ) (общество судоходства по Цугскому озеру, произносится как Шифффартгезелшафт фюр ден Цугерзее) — пароходство Цугского озера. Пароходство осуществляет регулярные пассажирские перевозки а также водные прогулки-круизы. Судами Schifffahrtsgesellschaft für den Zugersee AG обслуживаются почти все населённые пункты, расположенные на берегах Цугского озера.
Schifffahrtsgesellschaft für den Zugersee AG и Zürcher Kulinaria AG (настрономическая фирма, обслуживающая рестораны на судах SGZ) работают под общим брендом Zugersee Schifffahrt.

## История
Пароходство было основано в 1851 году под названием Dampfschifffahrts-Gesellschaft für den Zugersee (пароходное общество Цугского озера). В следующем году пароходство начало эксплуатировать пароход Rigi, ставший первым пароходом на Цугском озере.
В 1960 году пароходство было переименовано и получино нынешнее название.
В девяностых годах в состав флота компании вошли современные теплоходы Rigi (1992, Риги), Schwyz (1997 Швиц, Швейцария), Zug (2003 Цуг)

## Флот
Флот пароходства состоит из четырёх теплоходов, три из них современные, один — исторический. Все суда, за исключением Schwan — двухпалубные.
- Zug (2003), максимальная вместимость — 450 пассажиров
- Rigi (1992), максимальная вместимость — 250 пассажиров
- Schwyz (1997), максимальная вместимость — 150 пассажиров
- Schwan (1921, Шван, лебедь), максимальная вместимость — 40 пассажиров

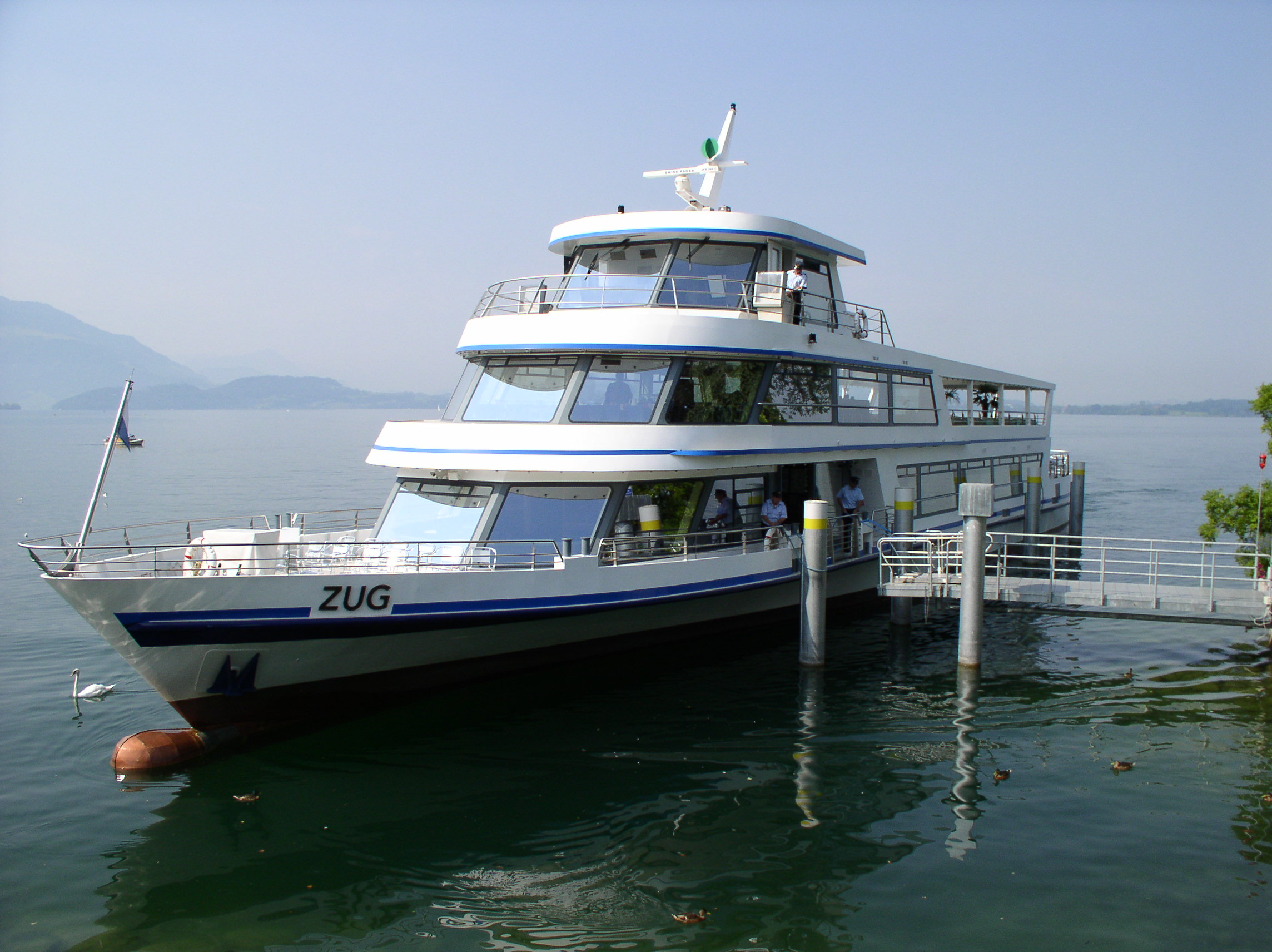
Zug
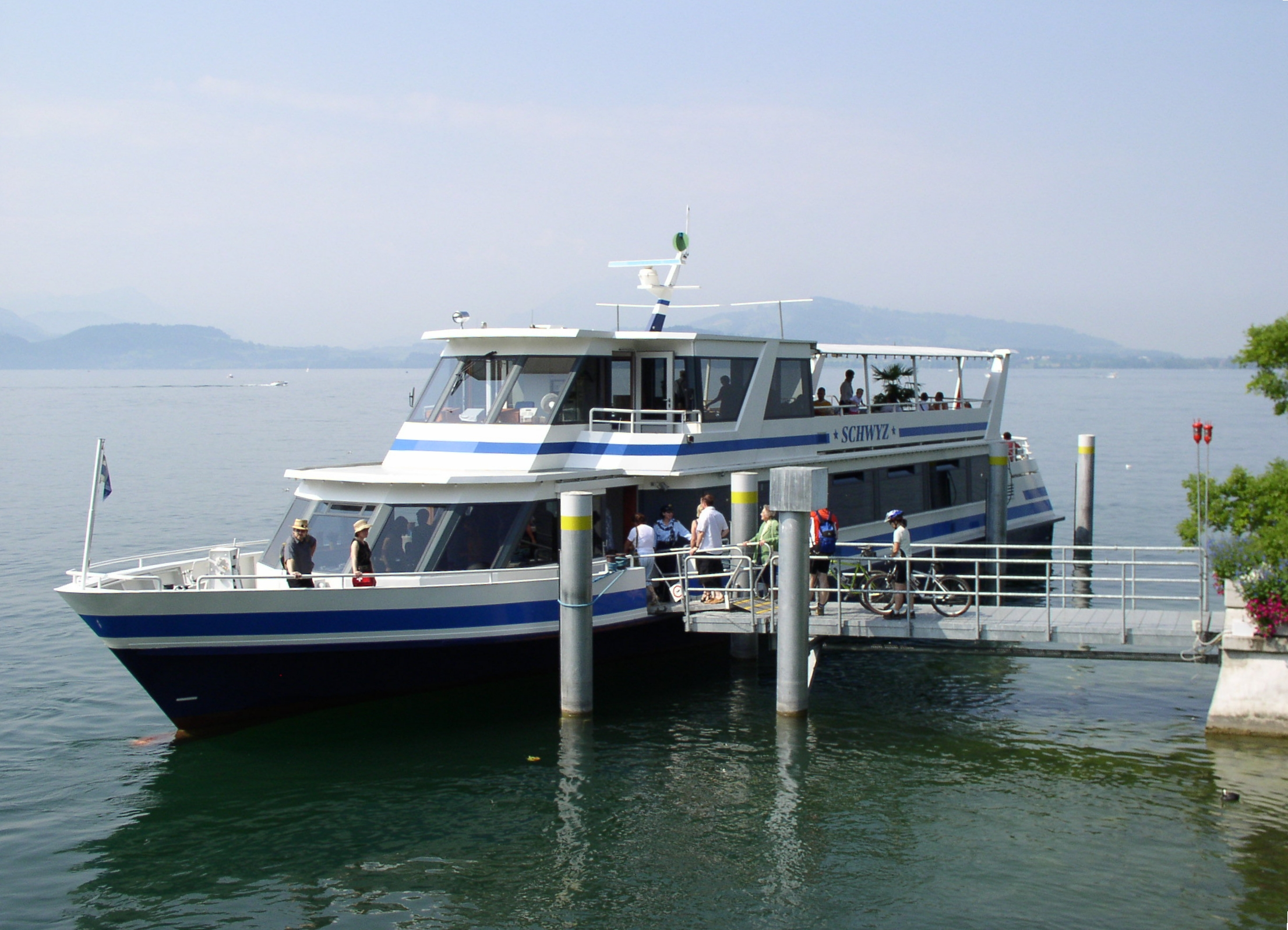
Schwyz
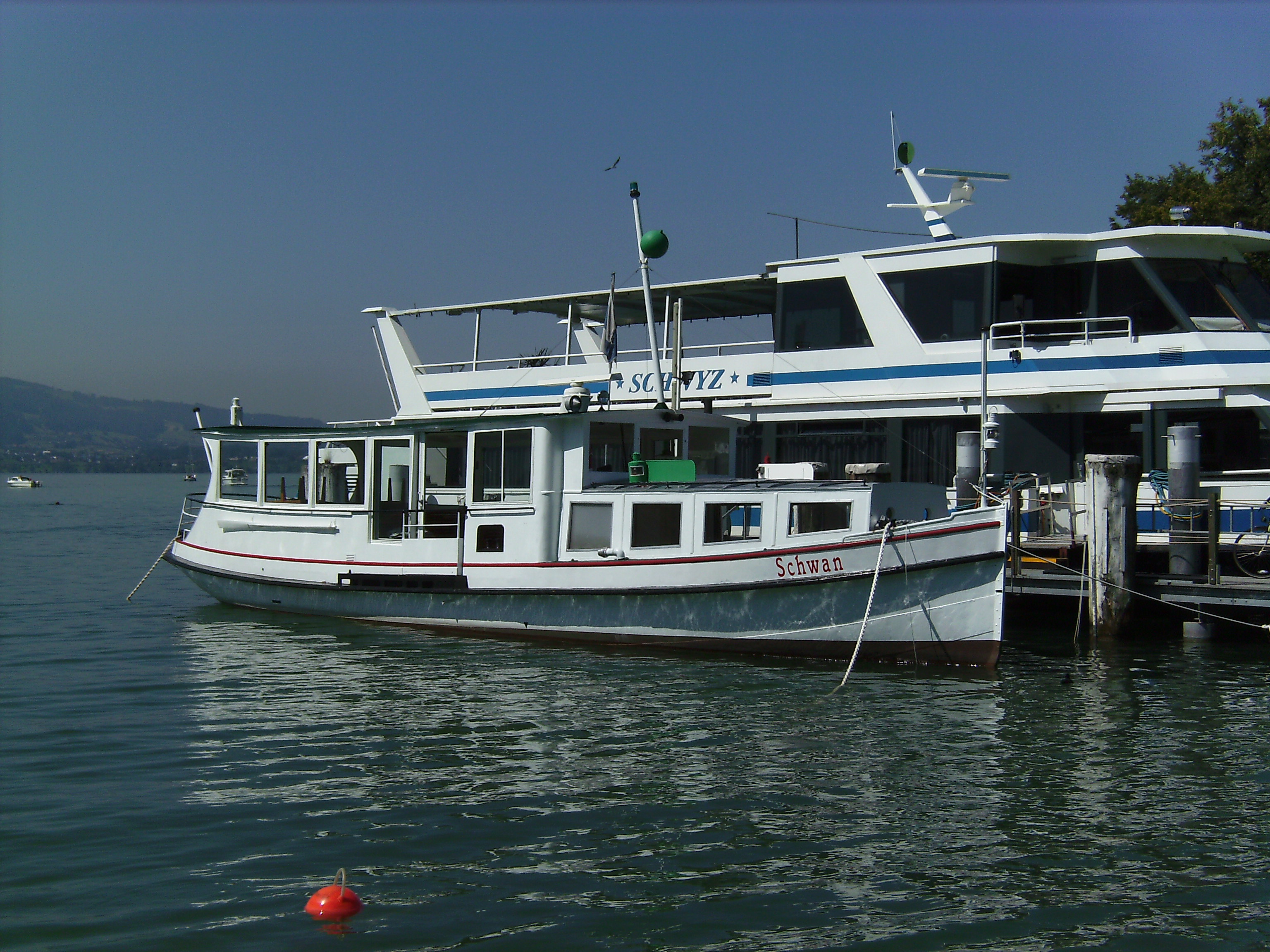
Schwan